# 정5위
정5위(正五位)는 일본의 위계와 신계의 지위 중 하나이다. 종4위의 아래, 종5위의 윗 단계에 위치한다. 추존의 경우 증정5위(贈正五位)라고 한다.

## 개요
정5위는 율령제 하에서 상하(上下)로 나뉘어 있었고, 관위상당에서는 주로 경관(京官) 특히 차관 내지 판관에 상당하는 위계로 사용되었다. 예를 들어 태정관의 좌우중변관과 소변관, 팔성의 다이스케, 대판사, 직무를 맡은 대선대부, 근위부의 소장, 위문부, 병관부의 감독관 등을 들 수 있다.
무가에서는 가마쿠라 시대에 호조씨의 일가가 서임된 것 외에, 도요토미씨의 정권 하에서 다이묘의 위계로 서위가 이루어졌지만, 에도 시대에는 종4위하나 정5위하의 서위가 집중되었기 때문에 막번 체제 속의 무가에서 정5위로 서임받은 사람은 적다. 에도 시대의 주요 임관자는 궁전의 지하관인과 친왕가, 오섭가, 청화가 등을 섬긴 여러 대부였으며, 조정 관계자의 전용 위계라고 할 수 있었다.
메이지 시대 이후에는 서위 조례가 제정됨에 따라, 종4위 이상은 칙명을 받고, 정5위 이하는 봉서로 위계를 부여받게 되었다. 특히 메이지 이후 메이지 유신에 공로가 있었던 지사에 대해 주로 가로직에 있지 않았던 중견, 하급 무사가 많은 추증되었고, 역사적 인물로는 마미야 린조(1904년 4월 22일)가 추존되었으며, 그 외 가마쿠라 시대, 가나자와 문고의 설립 등 문화적 업적을 남긴 호조 미지(1915년 11월 10일)가 추증의 대상이 되었다.
또한, 정부 관리에 대한 위계로는 내각 법제국 장관과 정무차관, 군인은 소장이 정5위로 서임되는 등 중견 관료, 군인의 위계로 자리매김 했다.

## 같이 보기
- 관위
- 추증
- 대부